# Lechón
Lechón – gmina w Hiszpanii, w prowincji Saragossa, w Aragonii, o powierzchni 17,46 km². W 2011 roku gmina liczyła 52 mieszkańców.